# 장거리 주자의 고독
《장거리 주자의 고독》(영어: The Loneliness of the Long Distance Runner)은 영국에서 제작된 1962년 성장 영화이다. 토니 리처드슨이 연출과 제작을 맡고, 마이클 레드그레이브, 톰 코트니 등이 출연하였다.

## 줄거리
한 소년(톰 코트니 분)이 도범(盜犯)으로 적발돼 소년원에 수용된다. 경관에 쫓겨 도망치는 것밖에 모르는 그는 빠른 걸음을 지니고 있다. 육상 경기를 통한 교화 프로그램을 선전하려는 원장(마이클 레드그레이브 분)은 그를 주자(走者)로 만들기 위해 매일 특별히 혼자서 뛰게 하고 근처 부잣집 아이들의 사립 학교와의 대교(對校) 시합에 출전시킨다. 소년은 여유 있게 앞서지만 여기에서 우승해 봐야 고향 노팅엄에서 노동을 하는 삶만이 기다리고 있음을 깨닫는다. 소년은 원장의 허영심을 만족시켜 주기를 거부하고 결승점 직전에서 멈추어 서서 사립 학교 선수에게 승리를 양보한다.

## 출연진
- 마이클 레드그레이브
- 톰 코트니
- 에이비스 버내지
- 앨릭 매카우언
- 제임스 볼럼
- 조 로빈슨
- 줄리아 포스터

크레디트 미기재
- 프랭크 핀리
- 제임스 폭스
- 존 소

## 기타 제작진
- 미술: 랠프 브린턴
- 의상: 모틀리

## 감상
영국 영화는 오랫동안 상류 계급이나 중산 계급의 내용밖에 영화화하려고 하지 않았다. 노동자 계급이 영화에 나올 때에는 으레 천덕꾸러기라든가 익살꾸러기들로서 얼렁뚱땅 묘사해 버리는 등 판에 박혀 있었다. 1950년대 후반기에 이르러서 갑자기 하층 계급의 참다운 소리를 스크린에 묘사하는 일련의 작품이 나타나기 시작했는데 이 영화는 같은 감독의 《꿀맛》(1961)이나 캐럴 라이스 감독의 《토요일 밤과 일요일 아침》(1960) 등과 아울러 그 대표작의 하나이다. 가난뱅이의 울분이 날카로운 시정(詩情)으로 읊어지고 있다.